# Edekon (wódz Iberów)
Edekon (Ἐδεκών), przez Liwiusza nazwany Edesco (III w. p.n.e.) – jeden z wodzów Iberów.
W 209 p.n.e. przybył do Tarraco, by spotkać się ze Scypionem. Ofiarował oddać się na łaskę Rzymian, jeśli Scypion zwróci mu jego żonę i dzieci, którzy byli wśród jeńców pojmanych przy zdobyciu Nowej Kartaginy. Scypion przystał na to, co znacznie zwiększyło wpływy rzymskie na Półwyspie Iberyjskim.
Edekon był pierwszym wodzem iberyjskim, który po odwrocie Hazdrubala za Pireneje złożył Scypionowi hołd królewski.
Informacje o Edekonie podają Liwiusz [XXVII 17, 19] i Polibiusz [X 34, 35, 40].